# Коля (фильм)
«Коля» (чеш. Kolja) — чешский художественный фильм, снятый режиссёром Яном Свераком в 1996 году.

## Сюжет
События происходят в конце 1980-х годов в Чехословакии.
Главный герой фильма, виолончелист Франтишек Лоука, холостяк и ловелас, имеющий неприятности с властями, зарабатывает на жизнь тем, что играет на похоронах и ремонтирует надгробные памятники. Для выхода из финансовых затруднений решается на фиктивный брак с молодой русской женщиной, стремящейся покинуть СССР.  Вскоре фиктивная жена эмигрирует на Запад, оставив своей родственнице Тамаре пятилетнего сына Колю, русского мальчика. Но Тамара внезапно умирает, и Лоука вынужден забрать ребёнка к себе. Мальчик не говорит по-чешски, что поначалу приводит к различным проблемам между ним и его новым отцом, но под давлением неприятностей они находят общий язык.
Обстоятельствами женитьбы Лоуки начинают интересоваться органы государственной безопасности Чехословакии, а самого Колю собираются отдать в детский дом в СССР.
После «Бархатной революции» 1989 года мама Коли прилетает и забирает своего сына, а Лоука — снова выступает в филармонии.

## В ролях
- Зденек Сверак — Франтишек Лоука
- Андрей Халимон — Коля
- Ирина Безрукова — мать Коли
- Стелла Зазворкова — мать Франтишека
- Либуше Шафранкова — Клара
- Лилиан Малкина — Тамара
- Иржи Совак — Ружичка
- Ладислав Смоляк — Хоудек
- Славка Будинова — Буштикова, соседка

## Награды
Фильм добился огромного успеха как дома, так и за границей, где был оценён «Оскаром» и «Золотым глобусом». Был показан в сорока странах мира, где его видело около трёх миллионов зрителей.